# Кисневий концентратор
Кисневий концентратор (концентратор кисню) — пристрій, який концентрує кисень з поданого газу (зазвичай навколишнього повітря) шляхом вибіркового видалення азоту для подання збагаченого киснем потоку газу.
Двома загальновживаними методами є адсорбція з коливанням тиску та мембранне розділення газу.

## Історія
Домашні медичні концентратори кисню були винайдені на початку 1970-х років, а виробництво цих пристроїв зросло наприкінці 1970-х. Першими виробниками були корпорації Union Carbide і Bendix Corporation. До цього домашня медична киснева терапія вимагала використання важких кисневих балонів високого тиску або невеликих кріогенних кисневих систем. Обидві ці системи вимагали частих візитів додому постачальників для поповнення запасів кисню. Американська компанія Medicare у середині 1980-х переключилася з оплати за послугу на фіксовану щомісячну ставку домашньої кисневої терапії, що призвело до того, що галузь медичного обладнання тривалого застосування швидко охопила концентратори як спосіб контрольованого збору коштів. Ця зміна виплат різко зменшила кількість первинних систем подачі високого тиску та рідкого кисню, що використовувались у будинках у Сполучених Штатах на той час. Кисневі концентратори стали найкращим і найпоширенішим методом доставляння кисню додому. Кількість виробників, що виходять на ринок концентраторів кисню, внаслідок цих змін зросла в геометричній прогресії. Корпорація Union Carbide в 1950-х роках винайшла молекулярне сито, що зробило ці пристрої можливими. Корпорація також винайшла перші кріогенні рідкі домашні медичні кисневі системи в 1960-х.

## Як працюють концентратори кисню
Кисневі концентратори, що використовують адсорбцію з коливанням тиску (англ. PSA), широко застосовують для забезпечення киснем у медичних закладах, особливо там, де рідкий кисень або кисень під тиском занадто небезпечні або незручні, наприклад, у будинках чи портативних клініках. Для інших цілей також існують концентратори на основі мембранної технології поділу азоту.
Концентратор кисню забирає повітря і видаляє з нього азот, залишаючи збагачений киснем газ для використання людьми, які потребують медичного кисню через низький рівень кисню в крові. Кисневі концентратори забезпечують економічне джерело кисню в промислових процесах, де вони також відомі як газогенератори кисню або установки з виробництва кисню (oxygen generation plants).

### Адсорбція коливання тиску

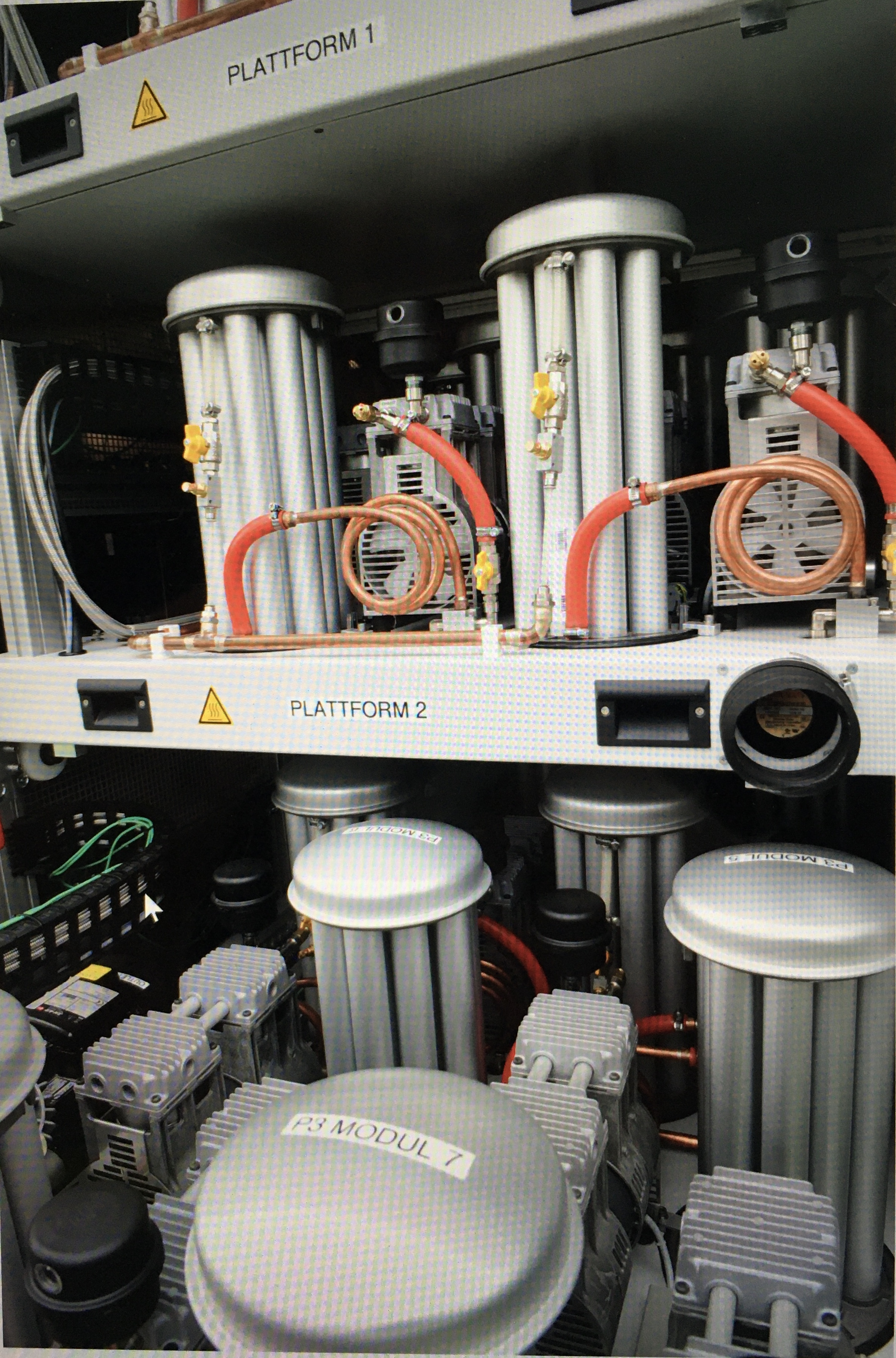
Сучасний багатофункціональний кисневий концентратор Fritz Stephan GmbH FS360 lpm багатомолекулярне сито

Ці концентратори кисню використовують молекулярне сито для адсорбції газів і працюють за принципом швидкої адсорбції з коливанням тиску атмосферного азоту на мінералах цеоліту під високим тиском. Таким чином, цей тип адсорбційної системи є функціонально азотним скрубером, що залишає інші атмосферні гази для проходження, залишаючи кисень як основний газ, що залишається. Технологія PSA — це надійна та економічна техніка для виробництва малого та середнього рівня кисню. Кріогенне розділення більше підходить при великих обсягах, а зовнішнє доставляння, як правило, більше підходить для невеликих обсягів.
Під високим тиском пористий цеоліт адсорбує велику кількість азоту через велику площу поверхні та хімічні характеристики. Концентратор кисню стискає повітря і пропускає його над цеолітом, змушуючи цеоліт адсорбувати азот із повітря. Потім він збирає залишок газу, який переважно є киснем, і азот десорбується з цеоліту під зниженим тиском, щоб вивести його.
| I | подача стисненого повітря |   | A         | адсорбція |
| О | вихід кисню               | D | десорбція |           |
| Е | викид газів               |   |           |           |

Анімація адсорбції коливання тиску, (1) та (2), що показує чергування адсорбції та десорбції

Концентратор кисню має повітряний компресор, два балони, наповнені цеолітовими гранулами, резервуар, що вирівнює тиск, декілька клапанів та трубки.
У першому напівперіоді перший циліндр отримує повітря від компресора, що триває близько 3 секунд. За цей час тиск у першому циліндрі підвищується від атмосферного до приблизно 2,5 рази вище (від нормального атмосферного тиску (як правило, 20 psi/138 кПа, або абсолютний 2,36 атмосфери)), і цеоліт насичується азотом. Коли перший циліндр досягає майже чистого кисню (у ньому є невелика кількість аргону, CO 2, водяної пари, радону та інших незначних атмосферних компонентів) у першому напівперіоді відкривається клапан і збагачений киснем газ надходить до резервуару для вирівнювання тиску, який з'єднується з кисневим шлангом пацієнта. В кінці першої половини циклу відбувається ще одна зміна положення клапана, так що повітря від компресора спрямовується до другого циліндра. Тиск у першому циліндрі падає, коли збагачений кисень рухається у резервуар, що дозволяє азоту десорбуватися назад у газ. Впродовж другої половини циклу відбувається чергова зміна положення клапана для скидання газу в першому балоні назад в навколишню атмосферу, запобігаючи падінню концентрацію кисню в резервуарі, що вирівнює тиск, не нижче приблизно 90 %. Тиск у шлангу, що подає кисень з вирівнювального резервуара, підтримується клапаном-редуктором, що зменшує тиск.
Старі агрегати мали цикл приблизно 20 секунд і подавали до 5 літрів на хвилину 90 +% кисню. Приблизно з 1999 року були доступні агрегати, здатні подавати до 10 л/хв.
Класичні концентратори кисню використовують двошарові молекулярні сита; новіші концентратори використовують багатошарові молекулярні сита. Перевагою багатошарової технології є підвищена доступність і надмірність, оскільки молекулярні сита 10 л/хв розміщені в шаховому порядку і застосовуються на декількох платформах. Завдяки цьому можна виготовити понад 960 л/хв. Час нарощування — час, що минув, поки багатошаровий концентратор не виробляє кисень із концентрацією> 90 % — часто становить менше 2 хвилин, набагато швидше, ніж прості двошарові концентратори. Це є великою перевагою у рухливості при надзвичайних ситуаціях. Можливість заповнити стандартні балони з киснем (наприклад, 50 л При 200 бар = 10000 л кожен) прискорювачами високого тиску, щоб забезпечити автоматичний перехід на попередньо заповнені резервні балони та забезпечити ланцюг подачі кисню, наприклад у випадку відключення електроенергії, вдається з цими системами.

### Розділення мембраною
При мембранному розділенні газу мембрани діють як проникний бар'єр, по якому різні сполуки рухаються порізно з різною швидкістю, або взагалі не перетинаються.

## Застосування

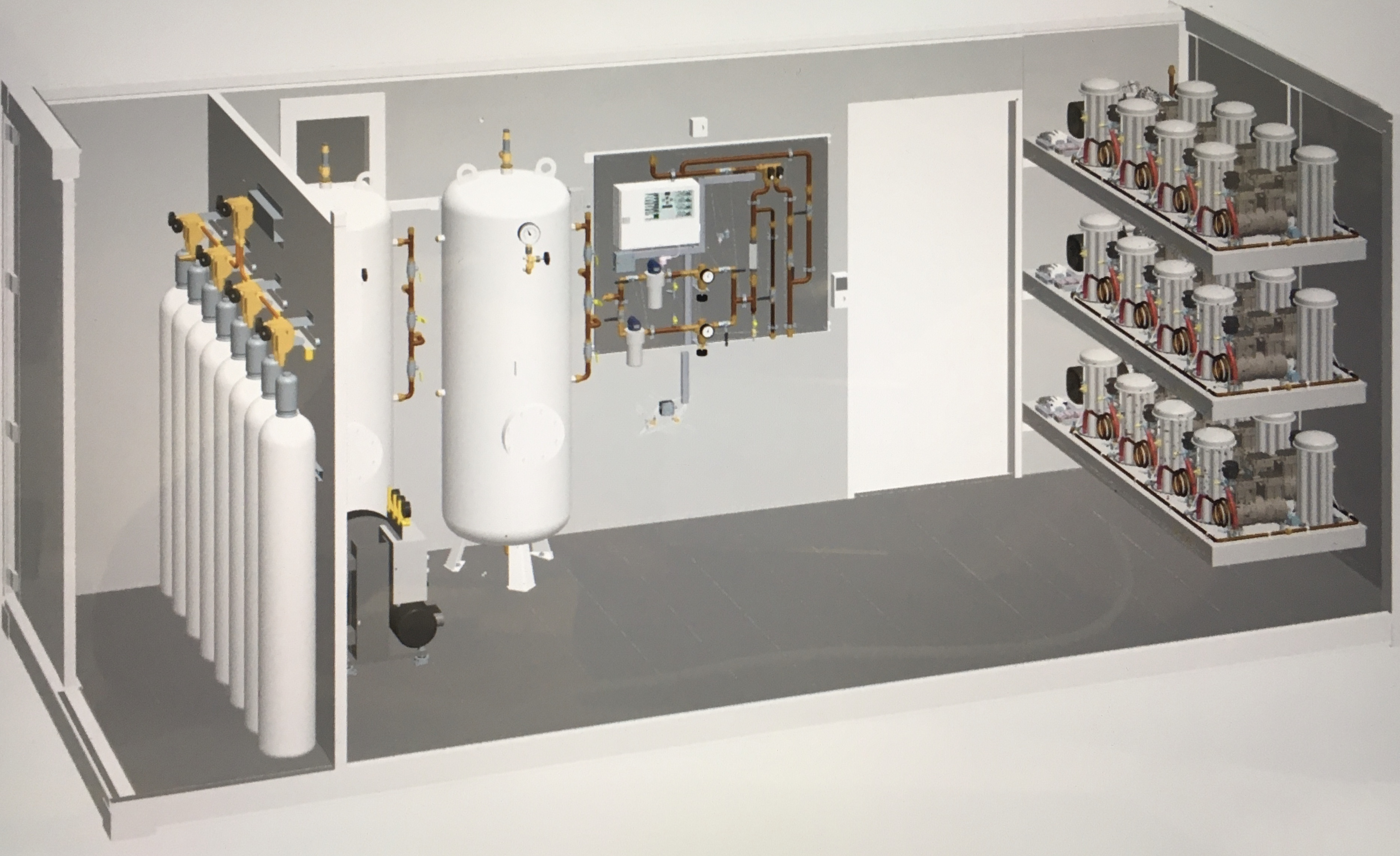
Fritz Stephan GmbH FS240 lpm стаціонарний або контейнерний багатомолекулярний ситовий кисневий концентратор з буферними резервуарами, заповненням балонів та резервними балонами. Застосування: медичні установи / лікарні (стаціонарні) або контейнерні розчини (наприклад Військові сценарії або катастрофи)

Медичні концентратори кисню використовують у лікарнях або вдома для концентрування кисню для пацієнтів. Генератори PSA забезпечують економічне джерело кисню. Вони є більш безпечною, менш дорогою, та більш зручною альтернативою резервуарам з кріогенним киснем або балонам під тиском. Вони можуть бути використані в різних галузях промисловості, включаючи медичну, фармацевтичну, водопідготовку та виробництво скла.
Генератори PSA особливо корисні у віддалених або важкодоступних частинах світу або в мобільних медичних закладах (військові лікарні, об'єкти стихійних лих).

### Переносні кисневі концентратори

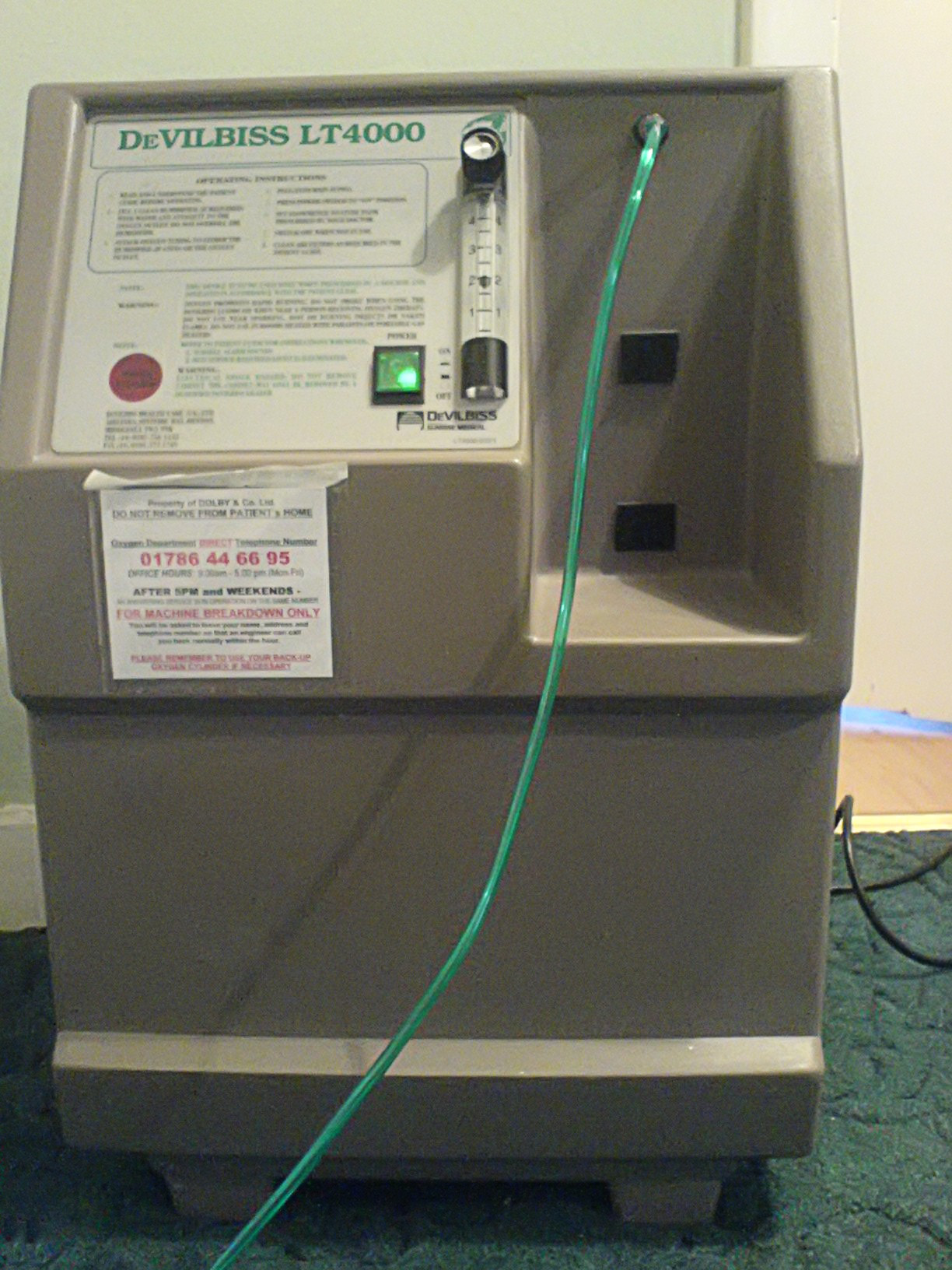
Домашній концентратор кисню в будинку пацієнта з емфіземою.

З початку 2000-х багато компаній випускають портативні концентратори кисню. Зазвичай ці пристрої виробляють еквівалент від одного до п'яти літрів на хвилину безперервного потоку кисню, і вони використовують деяку версію імпульсного потоку або «потоку споживання» для доставляння кисню лише тоді, коли пацієнт вдихає. Вони також можуть забезпечувати імпульси кисню в інших режимах, для збільшення періодичних потоків або для зменшення споживання енергії.
Дослідження концентрації кисню тривають, і сучасні методи дозволяють припустити, що кількість адсорбенту, необхідного медичним концентраторам кисню, може бути потенційно «зменшена втричі при одночасному забезпеченні на 10–20 % вищого відновлення кисню порівняно із типовим комерційним агрегатом».
Ці портативні концентратори зазвичай підключаються до електричної розетки і можуть мати внутрішній акумулятор або зовнішній акумулятор для роботи поза домом та під час відключення електроенергії. Переносні концентратори кисню зазвичай можна підключити до розетки постійного струму транспортного засобу, і більшість із цих пристроїв підходять для амбулаторного використання.
FAA схвалила використання портативних концентраторів кисню в комерційних авіакомпаніях. Однак користувачі цих пристроїв повинні заздалегідь перевірити, чи дозволена певна марка чи модель на певній авіакомпанії. На відміну від комерційних авіакомпаній, користувачі літаків без тиску в кабіні потребують концентраторів кисню, які здатні забезпечити достатню витрату навіть на великій висоті.
Зазвичай «споживання» або імпульсний потік кисню не використовуються пацієнтами під час сну. Були проблеми з концентраторами кисню, які не могли визначити, коли сплячий пацієнт вдихає. Деякі більші портативні концентратори кисню розроблені для роботи в режимі безперервного потоку на додаток до режиму імпульсного потоку. Режим безперервного потоку вважається безпечним для нічного використання в поєднанні з апаратом CPAP.

### Альтернативне застосування
Відремонтовані медичні концентратори кисню або спеціалізовані промислові концентратори кисню можуть бути використані для: роботи з оксиацетиленовим «різаком» або іншими паливними газами, зварювання та роботи з лемпворк-ами.

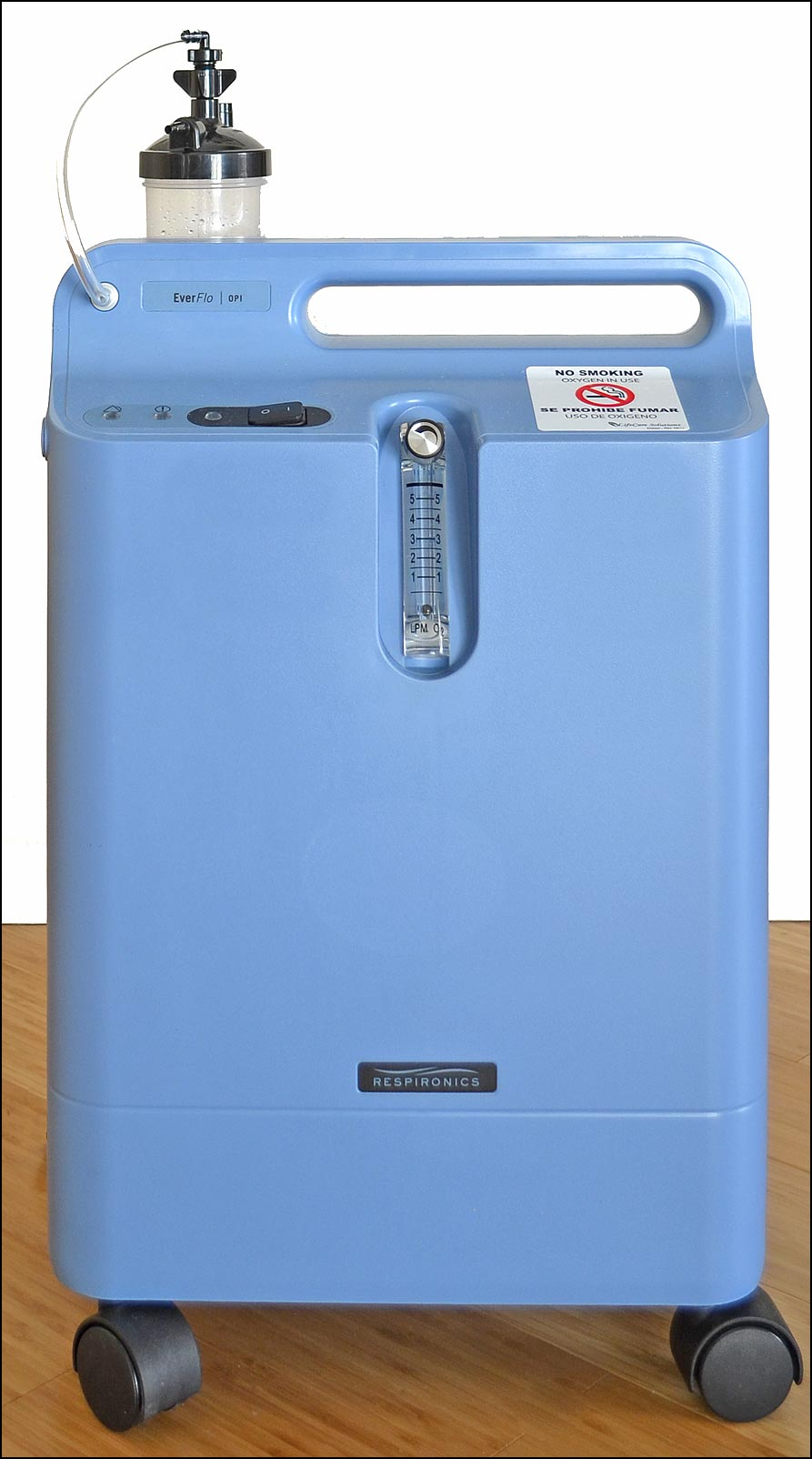
Домашній кисневий концентратор Philips Respironics.

## Безпека
Як у клінічній ситуації, так і в ситуаціях екстреної допомоги концентратори кисню мають ту перевагу, що не є настільки небезпечними, як кисневі балони, які в разі розриву або витоку можуть значно збільшити швидкість горіння вогню. Як такі, концентратори кисню є особливо вигідними у військових ситуаціях або в аварійних ситуаціях, коли кисневі баки можуть бути небезпечними або нездійсненними.
Кисневі концентратори вважаються достатньо надійними, щоб їх можна було поставляти окремим пацієнтам як рецепт для використання в їхніх будинках. Зазвичай вони використовуються як доповнення до лікування СІПАП важкого апное сну. Також медичне застосування концентраторів кисню, включає ХОЗЛ та інші респіраторні захворювання.
Люди, які залежать від концентраторів кисню для домашнього догляду, можуть мати надзвичайні ситуації, що загрожують життю, якщо електроенергія відмовить під час стихійного лиха.

## Промислові концентратори кисню

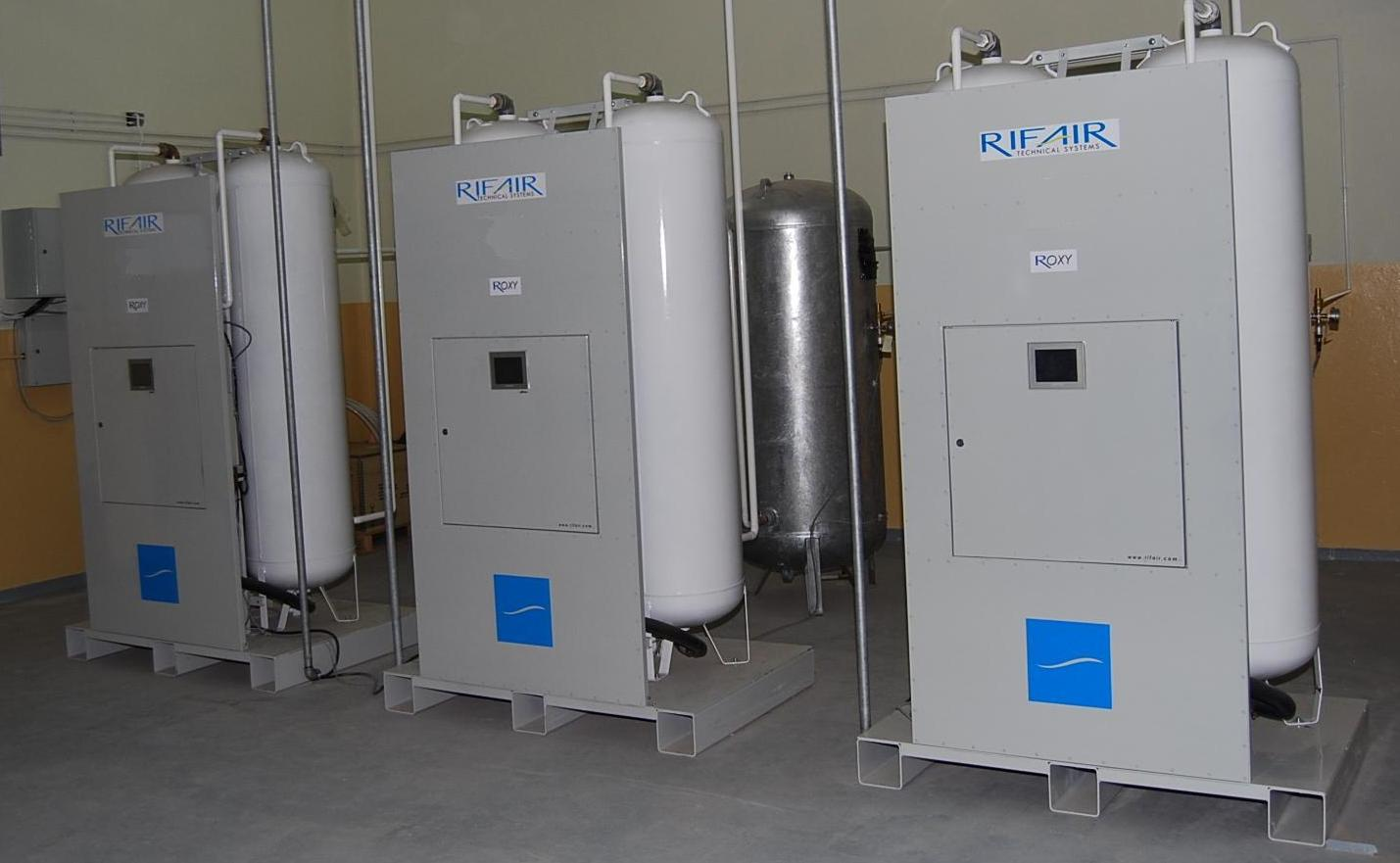
Адсорбційний кисневий медичний генератор кисню «R-OXY» фірми RIFAIR Technical Systems

Промислові процеси можуть використовувати набагато більший тиск і витрати, ніж медичні. Для задоволення цієї потреби компанія Air Products розробила ще один процес, який називається вакуумною поворотною адсорбцією (VSA). У цьому процесі використовується одна повітродувка низького тиску і клапан, який зворотно перетікає через повітродувку, так що фаза регенерації відбувається під вакуумом. Генератори, що використовують цей процес, продаються на ринок аквакультури. Промислові концентратори кисню часто доступні набагато ширше, ніж медичні концентратори.
Промислові концентратори кисню іноді називають генераторами кисню в кисневій та озоновій промисловості, щоб відрізнити їх від медичних концентраторів кисню. Відмінність використовується для спроби пояснити, що промислові концентратори кисню не є медичними виробами, схваленими Управлінням з контролю за продуктами та ліками (FDA), і вони не придатні для використання в якості приліжкових медичних концентраторів. Однак застосування номенклатури кисневих генераторів може призвести до плутанини. Цей термін, кисневий генератор, є неправильним терміном, оскільки кисень не утворюється, як у хімічному генераторі кисню, а концентрується з повітря.
Немедичні концентратори кисню можна використовувати як систему подавання газу для медичної кисневої системи, такої як киснева система в лікарні, хоча потрібне державне схвалення, наприклад, FDA, і, як правило, потрібна додаткова фільтрація.